# Op-art

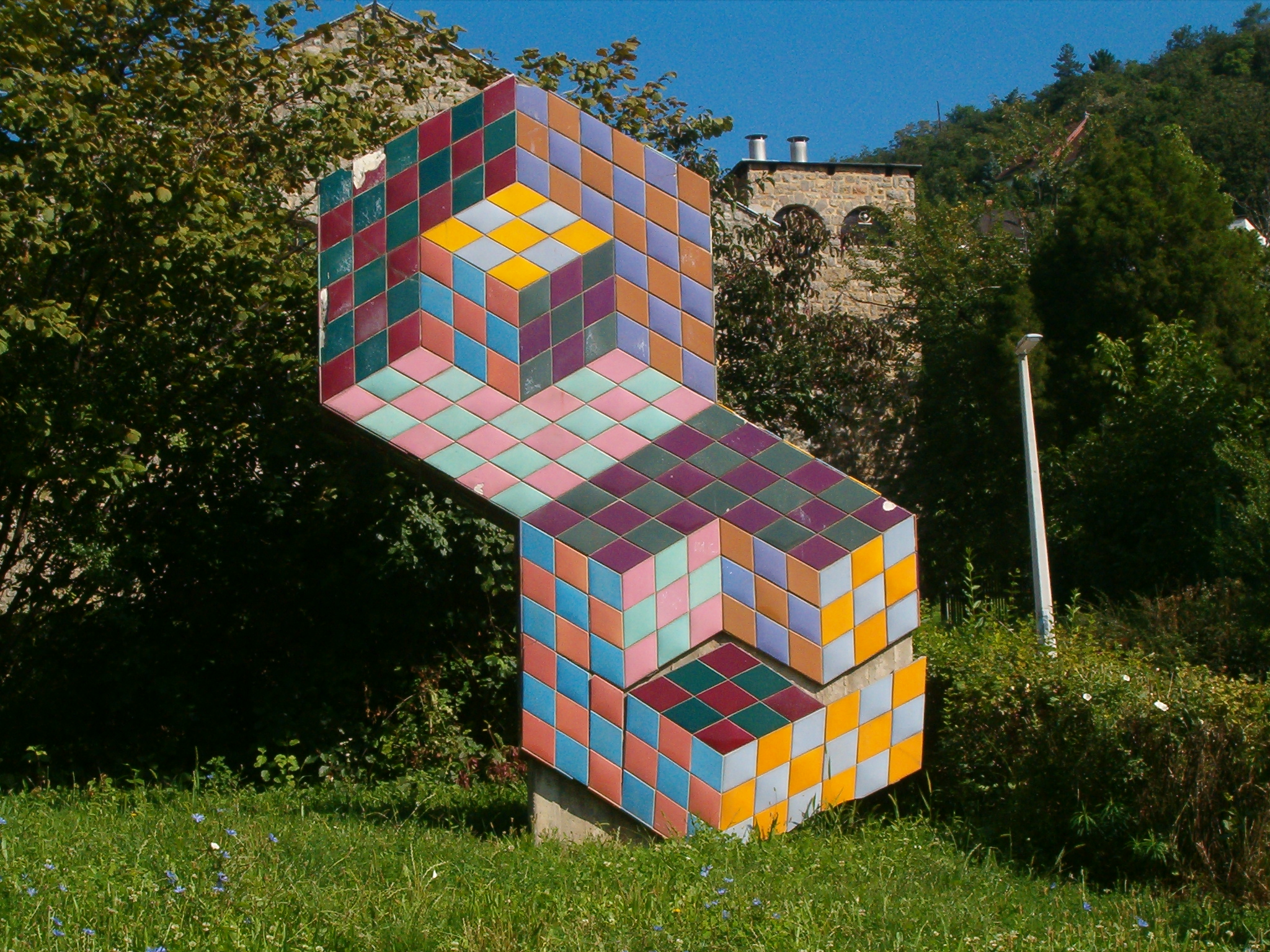
Optická iluze. Autorem je Maďar Victor Vasarely

Op-art (zkráceně z angl. optical art optické umění) je směr výtvarného umění, jenž se začal rozvíjet koncem 50. a počátkem 60. let 20. století.
Autoři op-artových děl využívají poznatky z geometrie, fyziognomie a optiky. Snaží se pomocí většinou černobílých geometrických obrazců nebo jiných výrazných barev, rastrů a vzájemně se překrývajících lineárních a plošných útvarů dosáhnout optické iluze pohybu, nestability. 
V roce 1955 několik umělců z tohoto hnutí představilo své práce  v Paříži  v rámci výstavy Le mouvement (Pohyb). Název op-art byl použit poprvé v roce 1964 při přípravách na výstavu The Responsive Eye (Reagující oko) v Muzeu moderního umění v New Yorku. Název je vlastně obdobou názvu jiného uměleckého směru pop-artu.
Jedním z hlavních představitelů op-artu je maďarský výtvarník Victor Vasarely. Dále např. Bridget Riley, Jesús-Rafael Soto, Youri Messen-Jaschin, Richard Anuszkiewicz, Julian Stanczak nebo Carlos Cruz-Diez.
Geometrický styl tvorby byl u nás patrný především ve skupině Křižovatka (Zdeněk Sýkora, Karel Malich, Jiří Kolář, Běla Kolářová, Vladimír Burda, Vladislav Mirvald) a Klubu konkrétistů, zahrnujícím více než čtyřicet autorů.
Ve fotografii se stylu Op-Art věnoval ke konci šedesátých a začátku sedmdesátých let pražský výtvarník Zdeněk Virt. 